# Cirrenalia tropicalis
Cirrenalia tropicalis är en svampart som beskrevs av Kohlm 1968. Cirrenalia tropicalis ingår i släktet Cirrenalia och familjen Halosphaeriaceae.   Inga underarter finns listade i Catalogue of Life.